# Kvinnorna och landet
Kvinnorna och landet var en frivillig försvarsorganisation för kvinnor. Föreningen bildades 1914 av Eira Hellberg. Föreningen var baserad i Stockholm och verksamheten var inriktad mot att stödja försvaret genom upplysning och informationsspridning och att tillverka kläder och utrustning till landstormen. Kvinnorna och landet ingick i den rikstäckande organisationen Kvinnornas Uppbåd.